# Kiki Camarena
Enrique S. „Kiki” Camarena Salazar (ur. 26 lipca 1947 w Mexicali, zm. 9 lutego 1985 w Guadalajarze) – amerykański agent DEA brutalnie zamordowany podczas przeprowadzania operacji przeciw kartelowi z Guadalajary.
Dzięki uzyskanym od DEA informacjom, w 1984 meksykańscy żołnierze zniszczyli należącą do kartelu, wysoce dochodową plantację marihuany w Allende. Camarena, który był podejrzany o bycie źródłem tych informacji, został uprowadzony 7 lutego 1985 przez meksykańskich policjantów pracujących dla handlarzy. Po wielogodzinnych torturach został zamordowany, a jego owinięte plastikiem ciało znaleziono 5 marca 1985 roku niedaleko La Angostura w stanie Michoacán.
Jego śmierć doprowadziła do rozpoczęcia przez DEA operacji Leyenda, w wyniku której został aresztowany i skazany przywódca kartelu i zleceniodawca zabójstwa Miguel Ángel Félix Gallardo.